# Juin 1806

## Événements

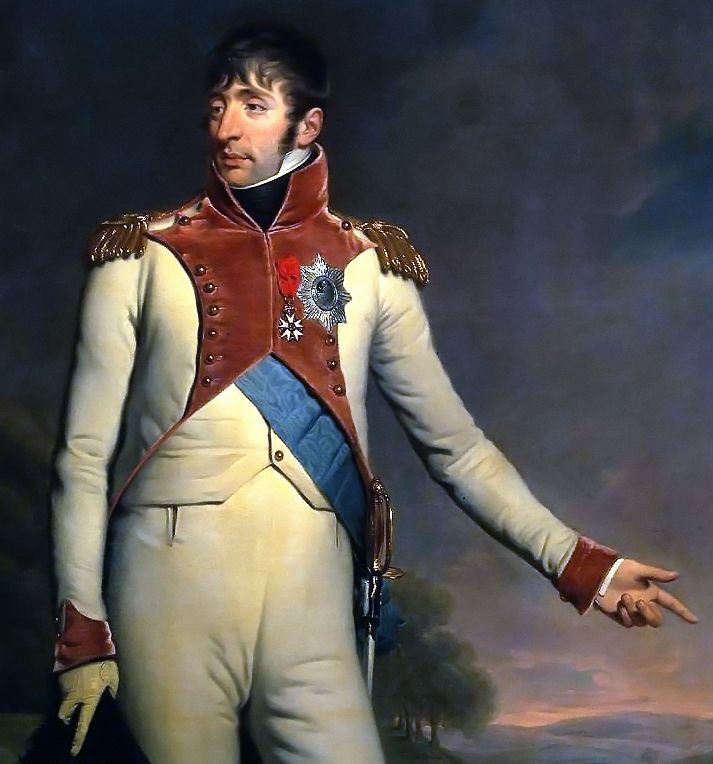
Louis Bonaparte, roi de Hollande, devient populaire. Il poursuit les réformes : imposition directe, abolition des guildes (1808), codification des coutumes judiciaires (août), introduction du code Napoléon adapté (1809), réorganisation judiciaire, réforme de l’éducation primaire, fondation des archives royales, de la bibliothèque royale, du musée royal, de l’Académie royale des sciences.

- 5 juin : le royaume de Hollande remplace la République batave[1]. Louis Bonaparte (1778-1846) est proclamé roi de Hollande (fin en 1810).

- 27 juin : première invasion britannique au Río de la Plata[2]. Un corps expéditionnaire débarqué le 25 juin prend Buenos Aires.

## Naissances
- 20 mai : John Stuart Mill, philosophe et économiste britannique († 8 mai 1873).
- 27 juin : Auguste De Morgan (mort en 1871), mathématicien et logicien britannique.

## Décès
- 23 juin : Mathurin Jacques Brisson (° 1723), zoologiste et physicien français.